# Andreas Scholl

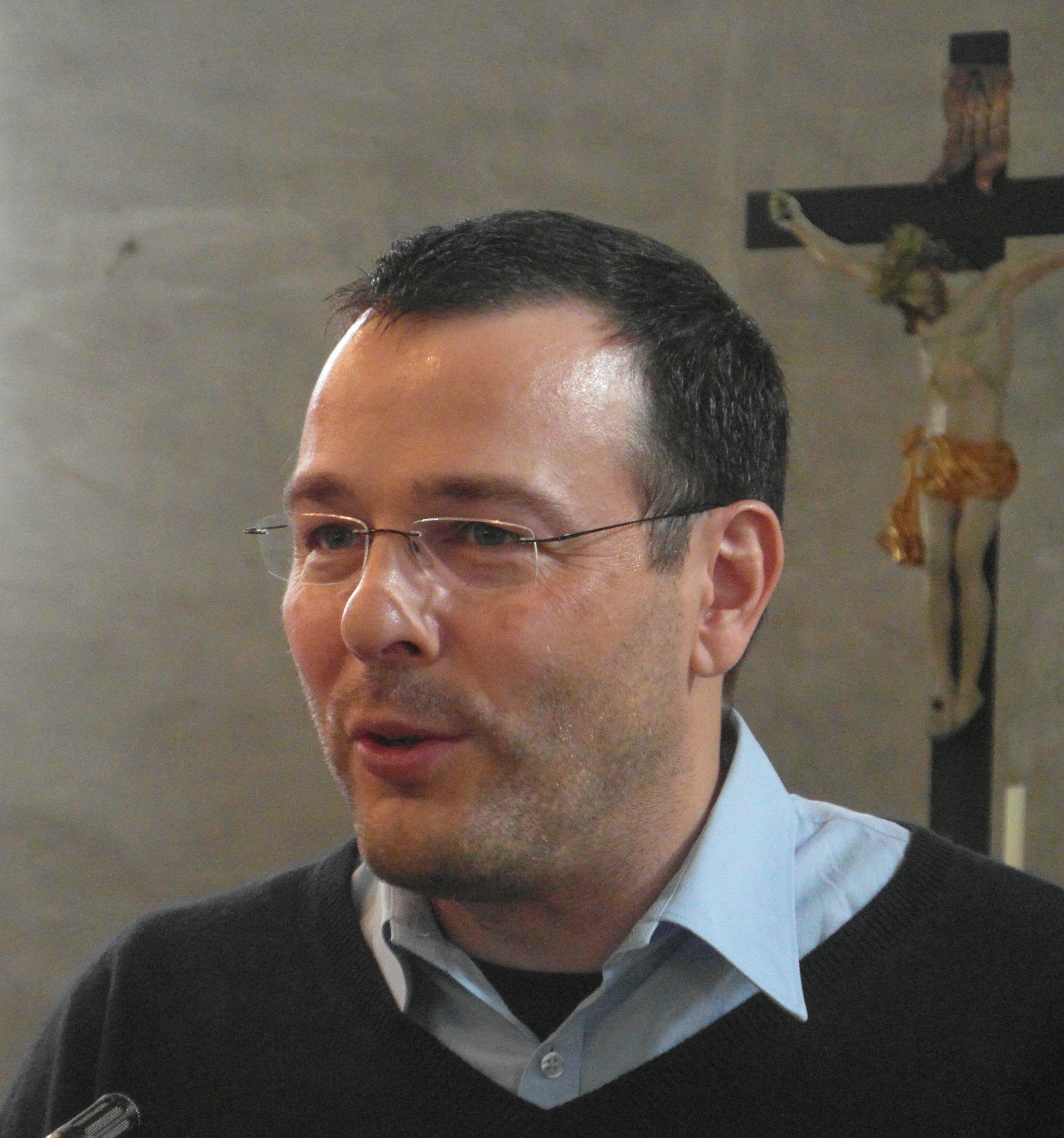
Andreas Scholl, 2013.

Andreas Scholl, född 10 november 1967 i Eltville am Rhein är en tysk kontratenor. Han har specialiserat sig främst på barockmusik. Hans stämomfång sägs överensstämma med Händels favoritkastrat Senesino, vilken Händel skrev de flesta av sina altarior till.
År 2005 var Scholl den första kontratenoren att bli inbjuden att sjunga på den anrika Last Night of the Proms på Royal Albert Hall.

## Barndomen
Scholl växte upp i en katolsk musikalisk familj där båda föräldrarna sjöng i kyrkokören. Själv kom han med i den lokala gosskören med anor från 1300-talet, Kiedricher Chorbuben, vid sju års ålder.
När det var dags att börja tänka på vilken karriär han skulle välja i livet fanns funderingar både på att bli katolsk präst och militär. Han kände att kallelsen till präst inte var stark nog. Under den obligatoriska militärutbildningen sjöng han en Ave Maria för sina lumparkompisar. När han trodde de skulle skratta åt honom visade det sig istället att de blev rejält imponerade.

## Studieåren
När han väl bestämt sig för att pröva på en musikkarriär fick han rådet att studera på två olika musikakademier, dels i London eller på Schola Cantorum Basiliensis i Basel Schweiz. Den sistnämnda är en akademi som inriktar sig helt på tidig musik genom utbildning och forskning. Scholl valde Basel och fick som lärare bland andra Richard Lewitt, en amerikansk kontratenor samt belgaren, kontratenoren och dirigenten René Jacobs. För Scholl har Jacobs varit en mentor och vän alltsedan hans första tid på skolan. Andreas Scholl undervisar nuförtiden själv på skolan och försöker i sin undervisning att lägga stor vikt vid att förstå tonsättarens intention samt att prioritera texten.

## Karriären
Scholl debuterade vid ett inhopp av Bachs Johannespassionen på Theâtre Grévin i Paris 1993 på sin lärare Jacobs inrådan. Han gjorde omedelbart ett starkt intryck på de församlade. 1994 fick han medverka i Händels Messias uppfört av Les Arts Florissants under ledning av William Christie. Därmed tog hans karriär fart med konsertframträdanden samt CD-inspelningar.
Scholl har uppträtt med de främsta musikerna som sysslar med tidig musik från renässans och barock, som John Eliot Gardiner, Christopher Hogwood, Paul Dyer, samt med orkestrar och ensembler som Nederlandse Bachvereniging, Australian Branderburg Orchestra, Cantus Cölln, Musica Antiqua Köln under ledning av Reinhard Goebel.

## Diskografi (urval)
1995 Deutsche Barocklieder
1995 A. Vivaldi: Stabat Mater
1996 English Folksongs & Lute Songs mit Andreas Martin, Laute
1999 G. F. Händel: Ombra mai fu
1999 Heroes, März
1999 Pergolesi: Stabat Mater 
2000 Vivaldi, Nisi dominus 
2000 The Voice, Portrait CD
2000 A Musical Banquet
2001 Wayfaring Stranger
2002 Baroque Adagios
2003 Arcadia
2004 The Merchant of Venice
2005 Arias for Senesino
2007 Il Duello Amoroso
2007 Andreas Scholl goes Pop (tillsammans med Orlando)
2008 Crystal Tears